# Miguel Ramón Morales
Miguel Ramón Morales (* 1787; † 1855) amtierte als Director Supremo von Nicaragua vom 12. März 1847 bis 6. April 1847.

## Leben
Miguel Ramón Morales war Mitglied der Partido Legitimista.
Miguel Ramón Morales war Parlamentsabgeordneter, als solcher unterschrieb er am 2. September 1839 die Aufwertung von Masaya zur Stadt und El Viejo zur Villa.
Bei der verfassungsgebenden Versammlung von 1854, mit der Fruto Chamorro Pérez die Verlagerung des Regierungssitzes nach
Masaya einfädelte, war Morales Abgeordneter für den Distrikt Matagalpa.